# Nicole Herschmann
Nicole Herschmann (* 27. Oktober 1975 in Rudolstadt) ist eine deutsche Bobfahrerin und ehemalige Leichtathletin.
Herschmann, Studentin der Sportwissenschaft, startet als Bobfahrerin für den WSV Königssee, vorher für den BSR Rennsteig Oberhof. Seit Anfang der 1990er Jahre war sie erfolgreiche Dreispringerin und im TSC Berlin und OSC Berlin aktiv. In dieser Sportart wurde sie 2001 Deutsche Meisterin und Deutsche Hallenmeisterin. Im selben Jahr wurde sie in dieser Disziplin Europacup-Fünfte, nachdem sie im Vorjahr bereits Sechste wurde.
Im Bobsport ist Herschmann seit 2001 aktiv. Lange Zeit war sie die Stammanschieberin von Susi Erdmann, mittlerweile ist sie auch für Claudia Schramm tätig. Mehrfach hat sie bereits Weltcuprennen gewonnen, 2001/02 gewann sie mit Erdmann den Gesamtweltcup. Größter Erfolg war der Gewinn der Bronzemedaille bei den Olympischen Spielen 2002 in Salt Lake City.
Dafür wurde sie am 6. Mai 2002 mit dem Silbernen Lorbeerblatt ausgezeichnet.
Bei den Olympischen Winterspielen 2006 in Turin wurde sie Fünfte. Zudem gewann sie bei den Europameisterschaften 2004 die Silbermedaille.

## Erfolge

### Weltcupsiege
Zweierbob Damen
| Nr. | Datum         | Ort            | Bahn                                                |
| --- | ------------- | -------------- | --------------------------------------------------- |
| 1.  | 18. Nov. 2001 | Königssee      | Kombinierte Kunsteisbahn am Königssee 1             |
| 2.  | 23. Nov. 2001 | Innsbruck-Igls | Olympia Eiskanal Igls 1                             |
| 3.  | 16. Dez. 2001 | Calgary        | Bob- und Rennschlittenbahn im Canada Olympic Park 2 |
| 4.  | 30. Nov. 2002 | Park City      | Bobbahn Park City 1                                 |
| 5.  | 16. Dez. 2002 | Lake Placid    | Olympia-Bobbahn Lake Placid 1                       |